# Витсанд
Витсанд, африк. Witsand, буквально «белый песок» — рыбачий посёлок и курорт в Западно-Капской провинции ЮАР близ г. Порт-Бофорт. Название связано с расположенным рядом пляжем, который получил голубой флаг по международной классификации.
Посёлок также популярен среди рыболовов своим разнообразием рыб.